# Élection à la direction des Libéraux-démocrates de 2019
L'élection à la direction des Libéraux-démocrates de 2019 a eu lieu du 28 juin au 22 juillet 2019, pour élire le nouveau chef de file du parti, après la démission de Vince Cable qui avait annoncé en mai 2019 ne pas souhaiter mener le parti lors des prochaines élections générales.
Jo Swinson est élue cheffe du parti face à Edward Davey.

## Résultats
| Candidat      | Candidat      | Voix    | %    |
| ------------- | ------------- | ------- | ---- |
|               | Jo Swinson    | 47 997  | 62,8 |
|               | Edward Davey  | 28 021  | 36,7 |
|               | Invalides     | 411     | 0,5  |
| Participation | Participation | 76 429  | 72,1 |
| Inscrits      | Inscrits      | 106 075 | 100  |